# Џамија у Малом Зворнику
Џамија у Малом Зворнику је подигнута у Доњем насељу 1969. године, као једина на десној страни Дрине у Мачванском округу. Изграђена у уобичајеном стилу за то подручје и то време градње.

## Реконструкција
Верници у Малом Зворнику уз подршку Исламске заједнице Србије у месецу поста Рамазану 2015. године кренули су у обнову џамије која је била у јако лошем стању и није третирана у грађевинском смислу. Реконструкција је трајала нешто мање од три године, а отворено је у склопу обележавања 150 година Исламске заједнице Србије. Џамију је свечано отворио реис-ул-улема Исламске заједнице Србије Сеад Насуфовић у присуству верника из Малог Зворника и околних џемата, представника амбасада Саудијске Арабије, Турске, Марока и Русије, представника Српске православне цркве и председника општине Мали Зворник.